# Pogrom

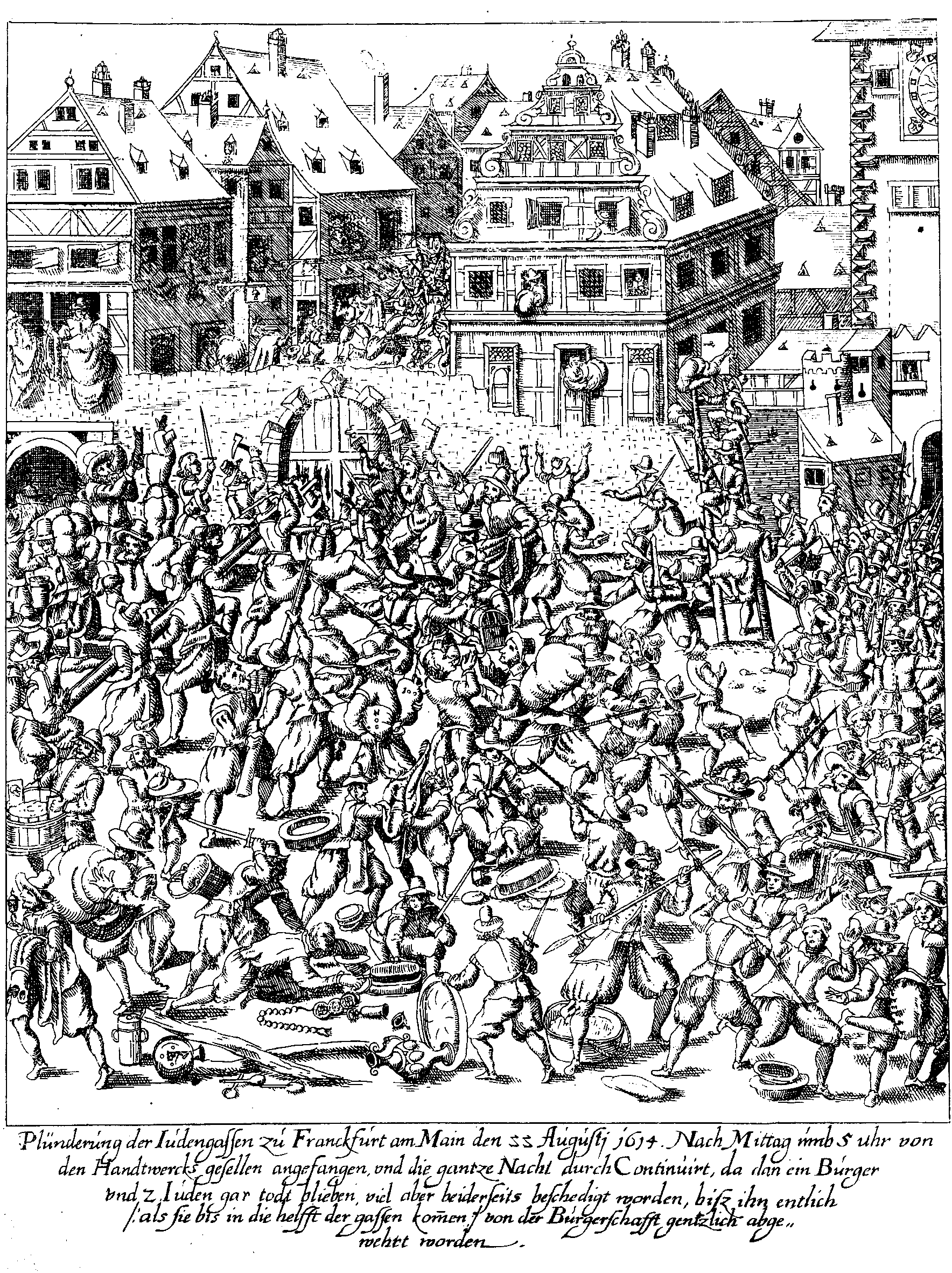
Cướp bóc tại Judengasse (đường Do thái) ở Frankfurt am Main ngày 22 tháng 8 1614.

Pogrom là một cuộc nổi loạn bạo lực nhằm để khủng bố hay tàn sát một nhóm dân tộc hay nhóm người theo đạo thiểu số, đặc biệt là nhắm vào người Do thái.

## Xuất xứ
Từ Pogrom có nguồn gốc từ tiếng Nga có nghĩa: tàn phá, phá hủy, nổi loạn, được phổ biến sau những cuộc khủng bố người Do thái quá độ ở Nga trong thập niên 1880.

## Biến cố Pogrom nguyên thủy

### Thời Nga hoàng
Trong thế kỷ 19 dưới thời Nga hoàng ở đế quốc Nga và sau cách mạng tháng Mười đã xảy ra một loạt các bạo loạn chống lại người Do thái, được chính thức gọi là pogrom, khởi đầu là Odessa pogrom năm 1821 (bây giờ thuộc Ukraina), sau đó nhiều pogrom lại xảy ra ở đó 1859. Cao điểm là giai đoạn 1881–1884, với trên 200 biến cố chống lại người Do thái ở đế quốc Nga, đáng nhắc tới là Warsaw pogrom (1881), Kishinev pogrom (1903), Kiev Pogrom (1905), và Białystok pogrom (1906), và sau cách mạng tháng mười 1917, Lwów pogrom (1918) và Kiev Pogroms (1919).